# Covenant (album de Morbid Angel)
Pour les articles homonymes, voir Covenant.
Albums de Morbid Angel
Blessed are the Sick
(1991) Domination
(1995)
Covenant est le troisième album studio du groupe de death metal américain Morbid Angel. L'album est sorti le 22 juin 1993 sous le label Earache Records.
Les paroles de cet album, principalement écrites par le chanteur David Vincent, sont considérées comme celles contenant le plus de thèmes occultes où le satanisme est le sujet le plus présent de toute la discographie du groupe.
Une vidéo a notamment été tournée pour le titre God of Emptiness et a, contre toute attente, été diffusée sur MTV.
Cet album eut un grand succès commercial avec plus de 127 000 exemplaires vendus rien qu'aux États-Unis et plus de 500 000 exemplaires dans le monde, un chiffre record pour ce style de musique.

## Musiciens
- David Vincent - Chant, Basse
- Trey Azagthoth - Guitare, Claviers
- Pete Sandoval - Batterie

## Liste des morceaux
1. Rapture – 4:17
2. Pain Divine – 3:58
3. World of Shit (The Promised Land) – 3:20
4. Vengeance Is Mine – 3:15
5. The Lion's Den – 4:45
6. Blood on My Hands – 3:43
7. Angel of Disease – 6:15
8. Sworn to the Black – 4:01
9. Nar Mattaru – 2:06
10. God of Emptiness – 5:27

- I: The Accuser
- II: The Tempter